# Сапаров, Холмумин
Холмумин Сапаров — советский хозяйственный и государственный деятель, лауреат Государственной премии СССР за выдающиеся достижения в труде.

## Биография
Родился в 1942 году в Сурхандарьинской области Узбекской ССР. Член КПСС.
В 1960—1975 годах — тракторист, бригадир хлопководческой бригады совхоза «Сурхан».
В 1975—1991 годах — бригадир комплексно-механизированной бригады совхоза имени Буденного Ленинюльского района Сурхандарьинской области Узбекской ССР.
За существенное повышение эффективности и качества работы и получение на этой основе высоких урожаев овощей, картофеля, винограда, хлопка, табака и кормовых культур был в составе коллектива удостоен Государственной премии СССР за выдающиеся достижения в труде 1977 года.
Депутат Верховного Совета СССР 10-го созыва.
Жил в Сурхандарьинской области Узбекистана.

## Награды
- Орден Ленина (23.12.1976)
- Орден Октябрьской Революции (26.02.1981)